# Kostpreis
Kostpreis (k) bezeichnet in der marxschen Kritik der politischen Ökonomie die Kosten, welcher der Kapitalist bei der Produktion einer Ware aufwenden muss. Diese Kosten setzen sich zusammen aus den Produktionsmitteln (konstantes Kapital c) und den Löhnen der Arbeitskräfte (Variables Kapital v), die zur Produktion einer Ware nötig sind. 
Der Warenwert W einer Produktion stellt sich im gewöhnlichen Bewusstsein der Kapitalisten als Kostpreis k und Profit p dar: W = k + p. Wobei k die Kosten und p der Profit, der Gewinn ist. Der Wert der Ware setzt sich jedoch aus c + v + m (Mehrwert) = W zusammen. Der Mehrwert/Profit erscheint dem Kapitalisten daher als (c + v) + m bzw. p. Wertseitig betrachtet entsteht der Mehrwert jedoch aus c + (v + m), wobei (v + m) den Neuwert bilden. Da das gesamte vorgeschossene Kapital c + v dem Kapitalisten wertbildend erscheint, bezeichnet Marx den Profit auch als mystifizierte Form des Mehrwerts. Dies ist jedoch keineswegs reine Täuschung, der Kapitalist kann seinen Profit p auch durch unterschiedliche Änderungen, welche das konstante Kapital c betreffen, erhöhen. Dass unbezahlte Arbeit (Ausbeutung) die Substanz des Mehrwerts und der Profite bildet, verschleiert sich den Wirtschaftsteilnehmern jedoch. Durch die allgemeine Profitrate, welche die unterschiedlichen Mehrwertraten der einzelnen Kapitale ausgleicht, stellen sich dem Kapitalisten die von den Warenwerten abweichenden Produktionspreise als W = k + p´ (allgemeine Profitrate) dar. Die Gesamtsumme der Produktionspreise ist dabei durch die Gesamtsumme der Warenwerte bestimmt.